# Chuck Behler
Chuck Behler Nació el 13 de junio en Livonia, Míchigan (Estados Unidos). Es un baterista conocido por haber sido componente de una de las bandas más importantes del thrash metal, Megadeth, entre 1987 y 1988, grabando el disco So Far, So Good... So What!. También aparece en el documental The Decline of Western Civilization Part II: The Metal Years de 1988. Behler entró en la banda debido a su anterior trabajo como técnico en las giras del batería de la banda por aquel entonces, Gar Samuelson. Como si fuesen causas del destino, Behler perdió su trabajo en favor de Nick Menza, quien era su técnico durante su estancia en el grupo estadounidense.
Antes de Megadeth, Behler fue miembro de grupos como Sinclair o The Meanies.
- Datos: Q37326